# Nahireanka, Ciortkiv
Nahireanka (în ucraineană Нагірянка) este o comună în raionul Ciortkiv, regiunea Ternopil, Ucraina, formată numai din satul de reședință.

## Demografie
Componența lingvistică a comunei Nahireanka
     Ucraineană (99,37%)
     Alte limbi (0,63%)
Conform recensământului din 2001, majoritatea populației comunei Nahireanka era vorbitoare de ucraineană (99,37%), existând în minoritate și vorbitori de alte limbi.